# Rocallaura
Rocallaura és un poble de la part sud-oriental del municipi de Vallbona de les Monges que forma una entitat municipal descentralitzada. Està situat a 649 m d'altitud, dalt d'un turó al peu de la riera de Maldanell, al nord de la serra del Tallat, prop del límit amb la Conca de Barberà. El seu terme es correspon amb el de l'antic municipi, de 10,80 km².
Es comunica amb Vallbona de les Monges a través de la carretera comarcal LP-2335, un trencall de la C-14 Tàrrega-Montblanc entre les poblacions de Belltall i Solivella.
El 2019 tenia 76 habitants, cosa que el fa el segon nucli més habitat del municipi.
L'economia del poble es dedica essencialment a l'agricultura de secà (cereals, oliveres, ametllers). També hi tenen importància les aigües bicarbonatades càlciques litíniques de les fonts properes al poble, del Balneari de Rocallaura. De la seva església, dedicada a Sant Llorenç, en depèn el Santuari del Tallat. De l'antic castell de Rocallaura no en queda cap traça.
Va pertànyer a les abadesses de Santa Maria de Vallbona i estigué incorporat al municipi de Vallbona de les Monges fins al decenni de 1920-30, en què va tenir ajuntament propi fins al 9 de juliol del 1970, quan va tornar a ser annexat a Vallbona. L'entitat municipal descentralitzada es va crear el 20 de febrer del 2003.